# Хамелеоны
Хамелео́ны (лат. Chamaeleonidae) — семейство ящериц, приспособленных к древесному образу жизни. Известны своей способностью менять окраску тела.

## Этимология
Русское слово «хамелеон» через нем. Chamäleon заимствовано из др.-греч. χαμαιλέων (khamailéōn), словосложения, состоящего из χαμαί, khamaí «на земле» и λέων, léōn «лев». Существует предположение, что греческое слово калькирует аккад. nēš qaqqari «земляной лев».

## Морфология

### Внешняя морфология
Длина тела без хвоста хамелеонов лежит в пределах от 13,5 мм у самцов и 19,2 мм у самок Brookesia nana (длина тела с хвостом 21,6 и 28,9 мм соответственно) до 29,5 см у Calumma parsonii. Большинство видов в длину достигают 30 см, а самые крупные представители вырастают до 50—60 см.
Туловище уплощено с боков и несёт четыре конечности с видоизменёнными стопами, в которых пальцы срастаются в противопоставленные друг другу группы по два и три, причём на передней конечности между собой срастаются первый с вторым и третьим пальцами, четвёртый с пятым, а на задней — первый с вторым и третий с четвёртым и пятым. Такое строение конечностей позволяет прочно обхватывать ветви. На каждом пальце имеется по когтю, который может простым или в различной степени двувершинным.
Голова шлемообразная, с заметно приподнятой затылочной областью. Часто украшена более или менее выпуклыми гребнями, буграми или вытянутыми, заострёнными рогами. В большинстве случаев все эти образования сильнее развиты у самцов. Шея короткая. На голове имеется два крупных глаза, способных двигаться независимо и покрытых сросшимися веками с небольшим отверстием для зрачка в центре. Барабанные перепонки отсутствуют.
Хвост средний или длинный, составляет не менее двух третьих длины тела, может спирально закручиваться вниз и обвиваться вокруг ветвей.

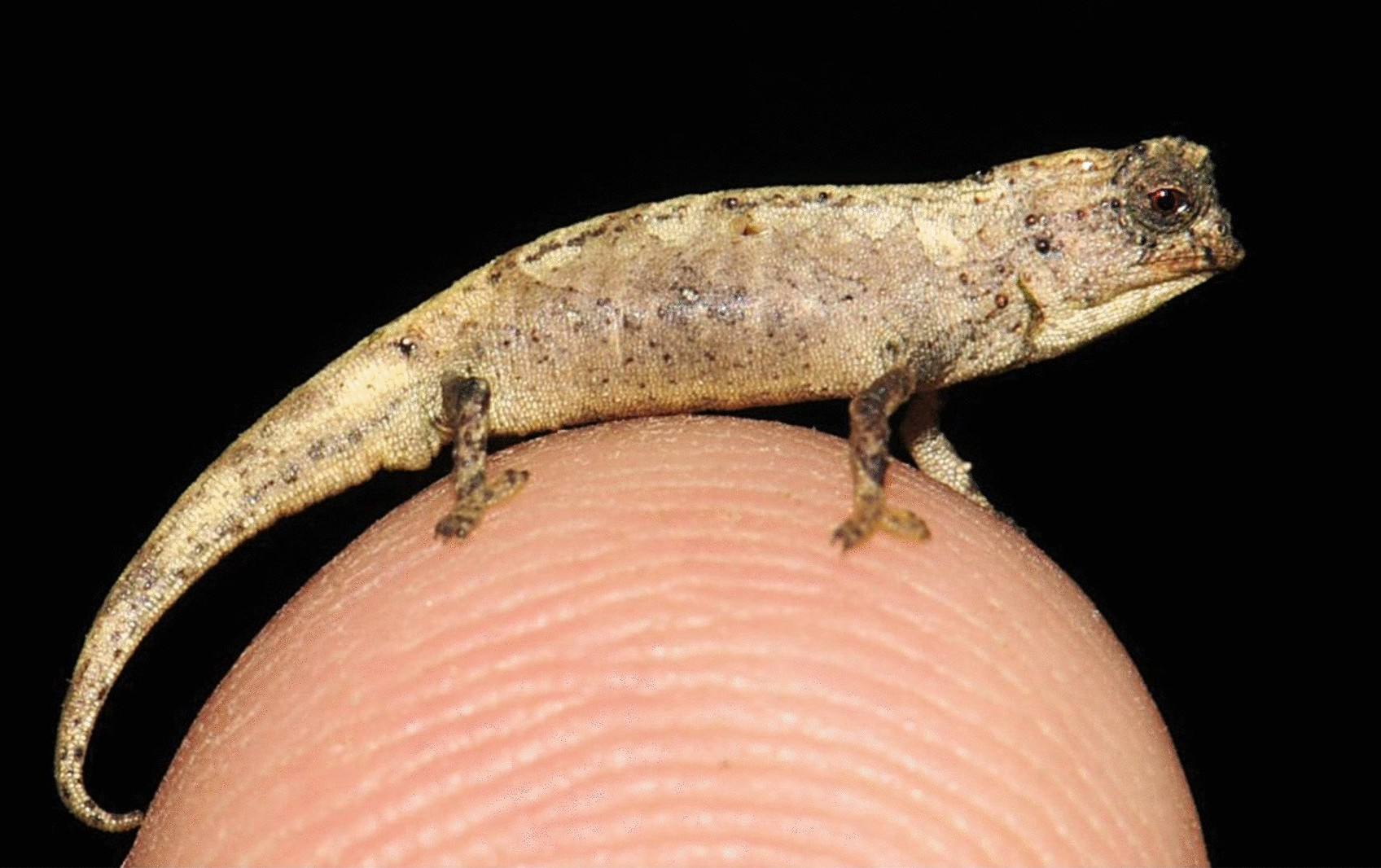
Самый мелкий вид хамелеонов, Brookesia nana, на кончике пальца
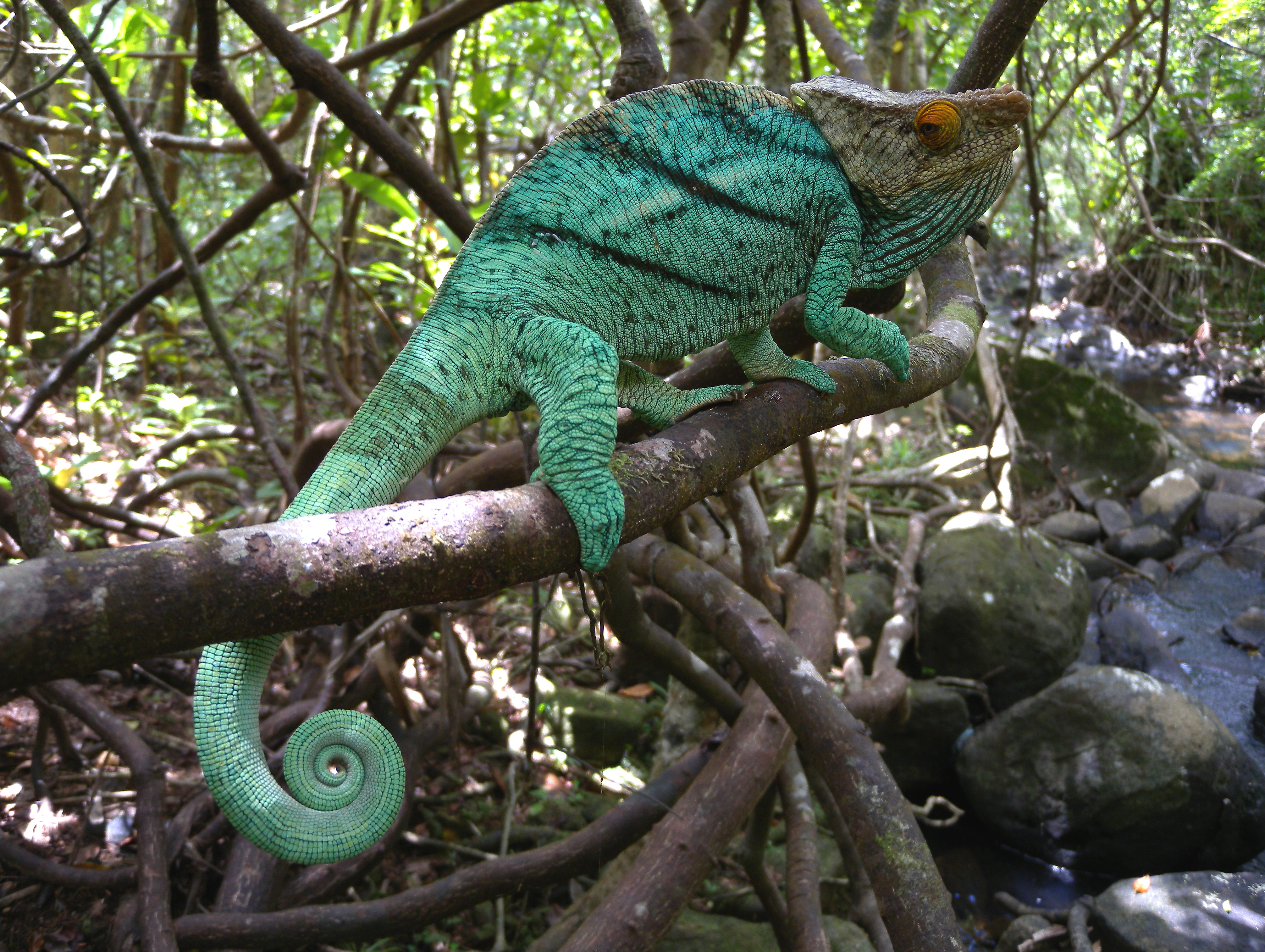
Calumma parsonii — самый крупный вид хамелеонов
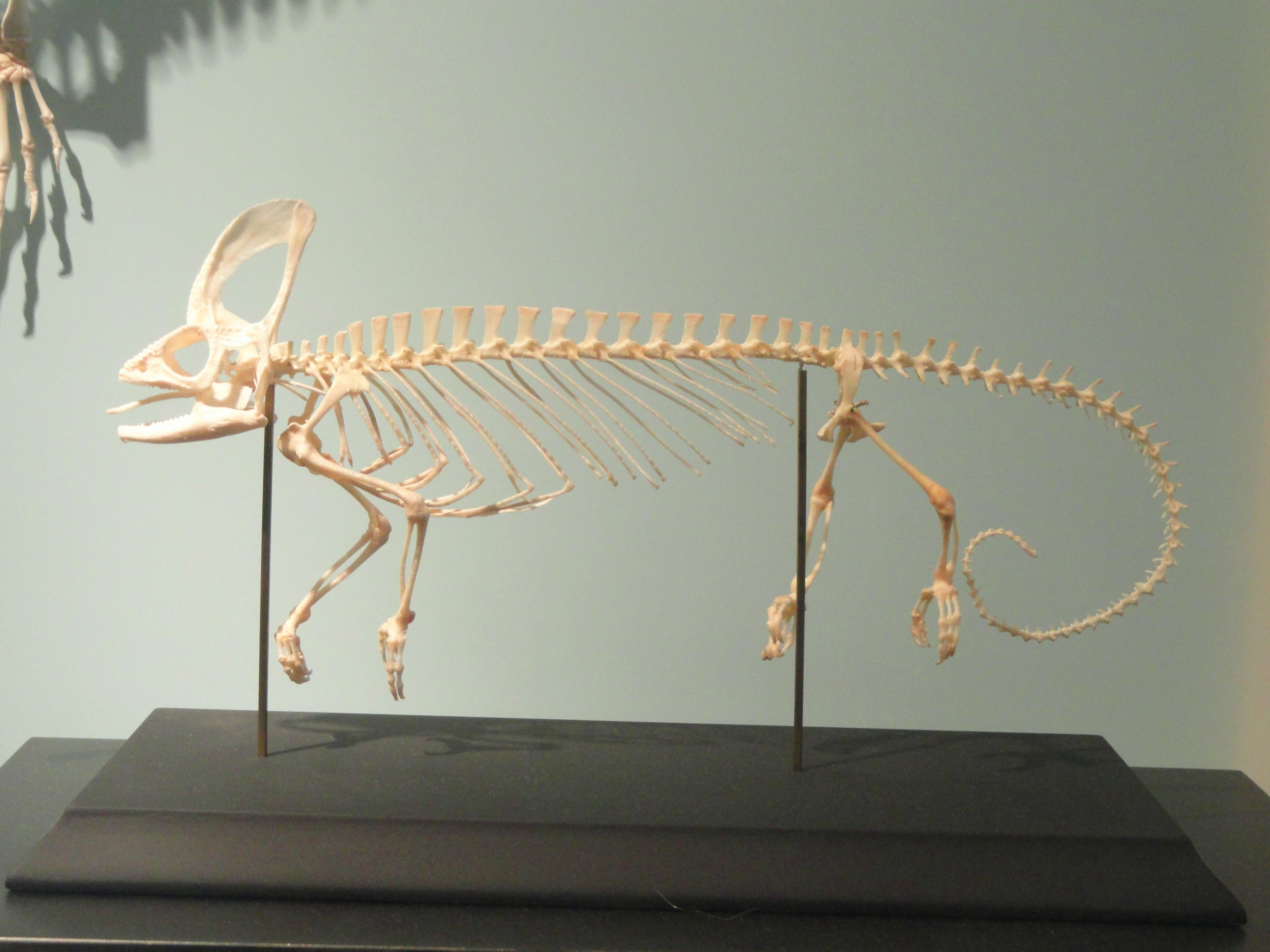
Скелет йеменского хамелеона

### Щиткование и производные кожи
Тело покрыто роговыми неперекрывающимися чешуйками, различными по форме и размеру. У некоторых видов, например Bradypodion damaranum, имеются небольшие участки голой кожи. В отличие от других игуанообразных ящериц, остеодермы отсутствуют, однако у брукезий имеются поверхностные окостенения в виде пластинок над позвоночником. Чешуи на боках тела, горле, хвосте и голове как правило удлинённые и имеют коническую форму. Между ними лежат мелкие зёрнышки, либо равномерно распределённые по телу, либо собранные в группы. На голове вокруг рта расположены в один ряд губные щитки полукруглой формы. Бедренные поры у хамелеонов отсутствуют, но у некоторых видов имеются так называемые височные поры, расположенные над поверхностными мышцами височной области перед мышцей, опускающей нижнюю челюсть, и секретирующие ороговевшие клетки кожи.

### Скелет

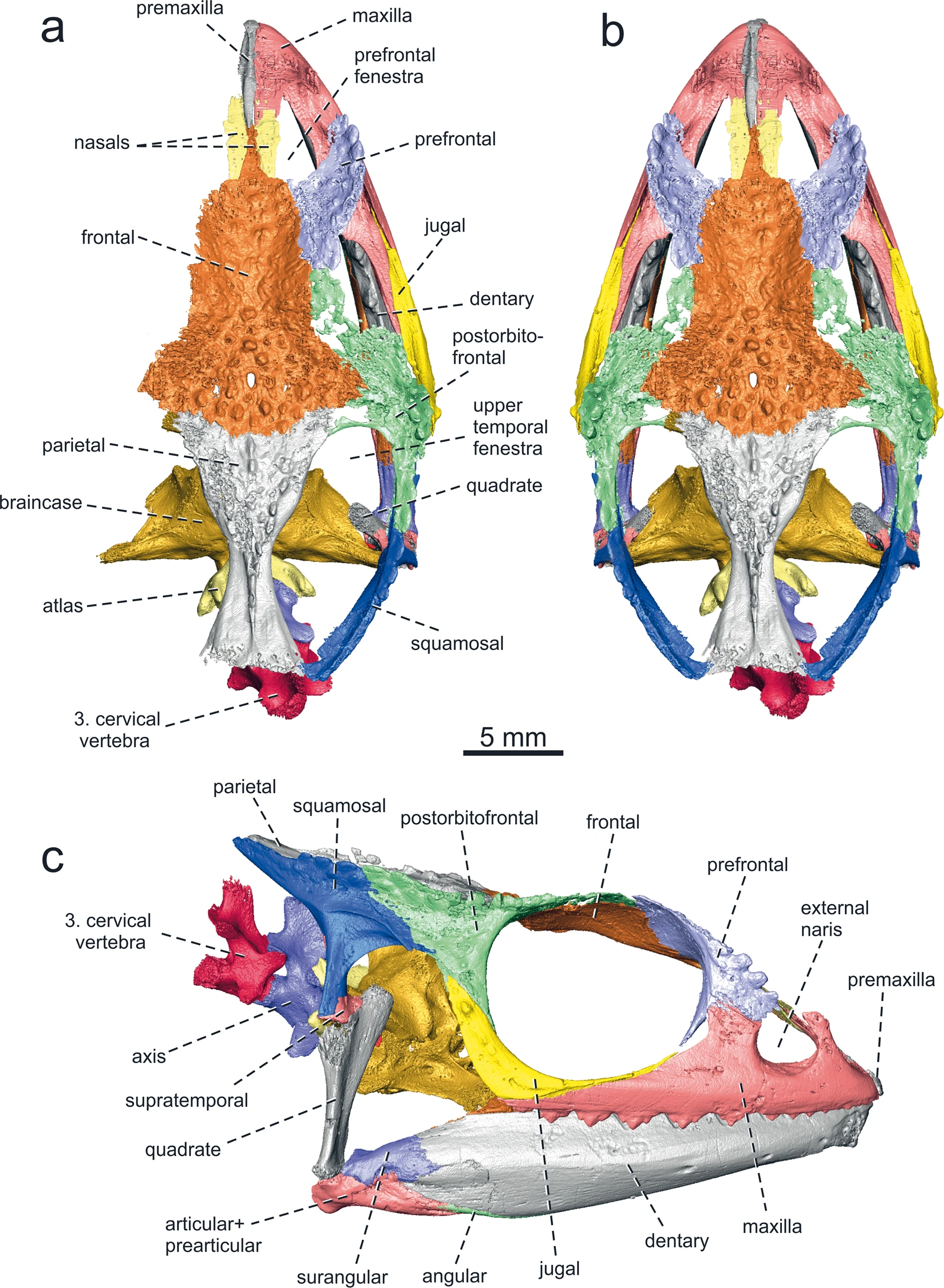
Череп вымершего хамелеона

Предчелюстная кость непарная и лежит медиально по отношению к верхнечелюстным. У брукезий, настоящих, африканских карликовых хамелеонов и Rieppeleon она несёт два рудиментарных зуба, в то время как у Trioceros их нет. Она имеет два отростка: вентральный сошниковый и дорсальный носовой. Сошниковый отросток редуцирован, и у пёстрых горных хамелеонов даже не касается сошника. Сошник обычно один, но у пёстрого горного хамелеона он сливается лишь на переднем конце, а у Archaius парный. Нёбные кости спереди соединяются с сошником и верхнечелюстными костями, а сзади — с крыловидными. Носовой отросток предчелюстной кости у большинства видов полностью разделяет верхнечелюстные кости и касается носовой или лобной костей. Носовые кости могут быть парными или слитыми. У брукезий они образуют верхний край ноздри, но у пёстрых горных и настоящих хамелеонов и у Trioceros, он образован отростком предлобной кости. Сама предлодбная кость образует передневерхний край глазницы и у всех родов кроме Chamaeleo и Trioceros на её переднем крае соединяется с верхнечелюстной. У Chamaeleo и Trioceros передний край глазницы образован слёзной костью, отсутствующей у остальных родов. Нижний край глазницы окаймляет скуловая кость. Она соединяется с заглазнично-лобной костью и образует задний и у некоторых видов верхний края глазницы. У остальных видов верхний край образован лобной костью. Сама лобная кость непарная и несёт отверстие пинеального органа. Заглазнично-лобная и скуловая кости вместе с чешуйчатой образуют верхнюю височную дугу. Лобная кость сзади соединяется с теменной, которая у многих видов несёт гребень. Медиальнее чешуйчатой кости лежит мелкая верхневисочная кость, которая отсутствует у Rieppeleon. С чешуйчатой костью сзади сочленяется квадратная. Крыловидные кости соединяются по бокам с наружными крыловидными и сзади с основной клиновидной костью. Основная клиновидная кость, в свою очередь, сочленяется сзади с основной затылочной, от которой отходит затылочный мыщелок, соединяющий череп с позвоночником. Нижняя челюсть образована зубными костями соединёнными между собой симфизом, а также последовательно расположенными венечными, угловыми, надугловыми и сочленовными костями.
У хамелеонов наблюдается уменьшение числа предкрестцовых позвонков по сравнению с другими ящерицами. Шейных позвонков у всех видов пять. Первые два позвонка видоизменены и имеют собственные названия, атлант и эпистрофей. Четвёртый и пятый позвонки несут длинные шейные рёбра, из-за чего некоторые авторы относили их к грудным, однако в отличие от настоящих грудных позвонков, их рёбра не соединяются с грудиной. Немецкий зоолог Георг Баур сообщал о наличии у представителей рода Chamaeleo проатласа (лат. proatlas), однако более поздние исследования анатомии хамелеонов не выявили этой структуры. Количество грудных позвонков варьирует от 9 до 18. За ними расположено два крестцовых позвонка. Количество хвостовых позвонков варьирует в пределах от 17 до 62, причём у крупных древесных представителей их больше, чем у мелких наземных. В целом позвонки процельные.

### Органы дыхания
Ноздри расположены по бокам головы. Они открываются в удлинённые и широкие преддверия носовой полости. Стенки преддверий образованы сократительной мышечной тканью, покрытой слоем ороговевающего эпителия, в то время как остальная часть носовой полости выстлана реснитчатым эпителием. В них также открываются протоки солевых желёз. Преддверия открываются широкими щелями на заднем конце в обонятельные полости. Они имеют небольшой размер, являясь самыми мелкими среди всех пресмыкающихся, а обонятельный эпителий в них сильно редуцирован. Носовые раковины либо сильно редуцированы, либо отсутствуют. У пёстрых горных хамелеонов (Bradypodion) хоаны расположены непосредственно под щелями преддверий, а у настоящих хамелеонов (Chamaeleo) несколько дальше. Хоаны открываются в ротовую полость.
Как и других пресмыкающихся, гортань состоит из перстневидного и черпаловидного хрящей. У некоторых видов сразу за гортанью от брюшной стенки трахеи отходит горловой мешок. Лёгкие разнообразны по строению, что позволяет использовать их как таксономический признак. Они занимаеют значительную часть полости тела, являясь одними из крупнейших среди пресмыкающихся. Стенки лёгких образуют множество воздушных мешков, в которых происходит газообмен, и поддерживаются гладкой мускулатурой. У некоторых видов от лёгких отходят дивертикулы. По внутреннему строению лёгкие хамелеонов подразделяются на шесть типов. Наиболее простой тип встречается у брукезий, представителей рода Rieppeleon и всех африканский карликовых хамелеонов, кроме Rhampholeon spinosus. У них лёгкие представляют собой простые несептированные мешки. У Rhampholeon spinosus, и пёстрых горных хамелеонов, горных мадагаскарских хамелеонов, а также представителей родов Calumma, Kinyongia и Nadzikambia дорсальные, краниальные и вентральные стенки несут многочисленные мелкие перегородки. У настоящих хамелеонов от отверстия бронхов через просвет лёгких тянется две свободно оканчивающиеся перегородки, а у хамелеонов из рода Trioceros имеется от одной до трёх перегородок, полностью делящих лёшкие на камеры.

### Мочеполовая система
Почки имеют вытянутую или вытянуто-грушевидную форму. Мочевой пузырь открывается вентрально в клоаку и может использоваться хамелеонами для хранения воды. У самок яйцеводы и яйца могут занимать значительную часть полости тела. Семенники самцов чёрные. Семенные пузырьки имеют трубчатое строение. Парные копулятивные органы самцов — гемипенисы — имеют выраженную булавовидную форму у брукезий, африканских карликовых хамелеонов и видов рода Rieppeleon и слабобулавовидные или почти цилиндрические у остальных родов. Они состоят из трёх частей: ножки (англ. pedicle), ствола (truncus) и верхушки (apex). Ножка гемипениса имеет относительно гладкую поверхность, поверхность ствола может быть гладкой или испещрённой ямками, называемыми чашечками (calyces). По ножке и стволу проходит семенная бороздка, образованная губами гемипениса, которые могут быть гладкими или иметь следы гребней, окружающих чашечки. Верхушка имеет простую форму или на конце разделяется на две лопасти и часто несёт симметричную орнаментацию.

### Нервная система и органы чувств

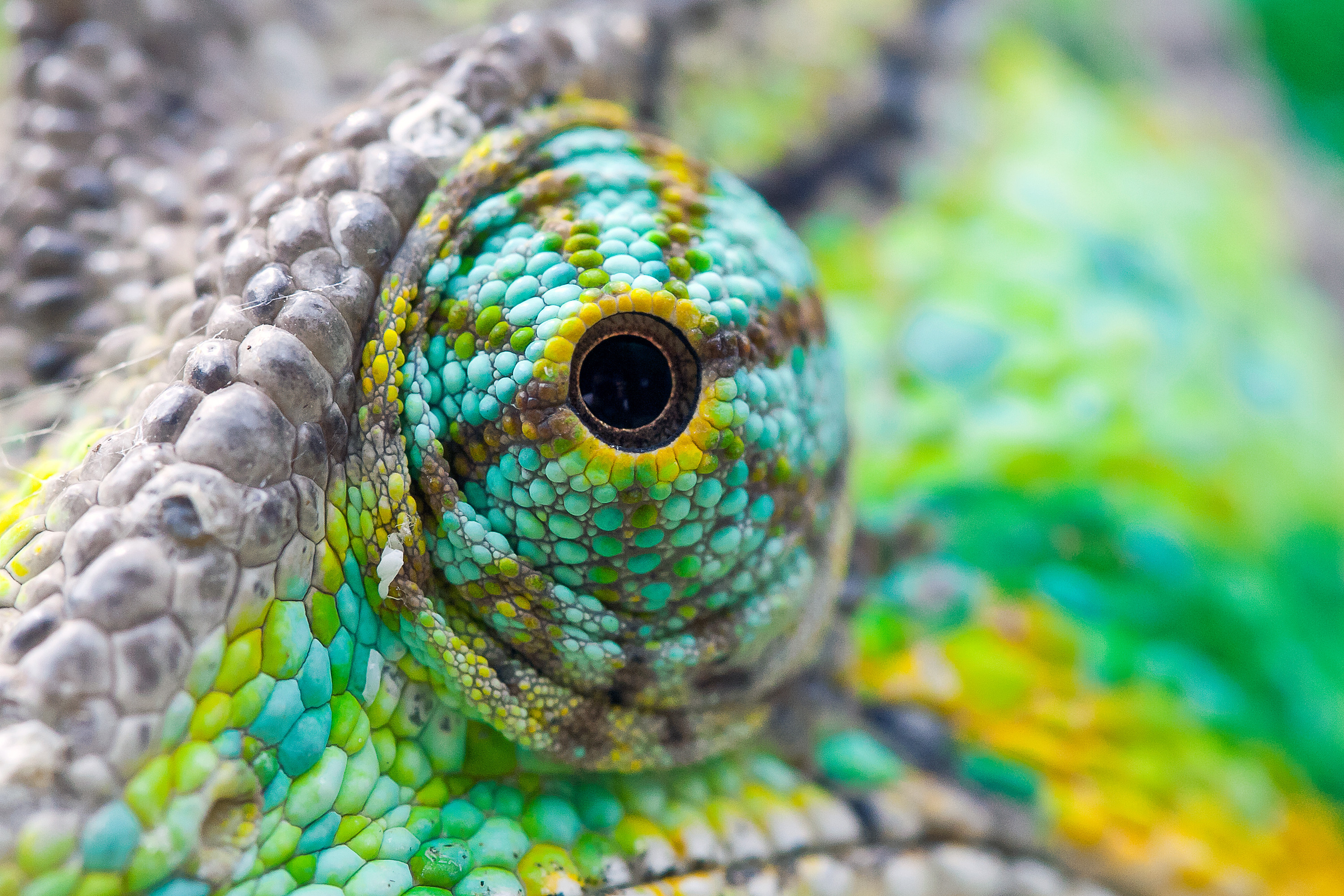
Глаз пантерного хамелеона

В связи с древесным образом жизни, у хамелеонов хорошо развит мозжечок, участвующий в поддержании равновесия. Кроме того, большое развитие имеют зрительный ганглий и ядро подъязычного нерва. В то же время обонятельные луковицы и сферическое ядро (лат. nucleus sphaericus), принимающие сенсорную информацию от обонятельного эпителия и вомероназального органа, редуцированы по сравнению с другими пресмыкающимися.
Наиболее важным чувством у хамелеонов является зрение. Их глаза сильно увеличены и расположены по бокам головы, почти полностью выходя из глазниц. Они окружены сросшимися между собой и со склерой веками, покрытыми чешуйками, и открываются лишь небольшим отверстием в центре. Глаза приводятся в движение четырьмя прямыми и двумя косыми мышцами. За счёт этих мышц они могут поворачиваться на более чем 180° в горизонтальной плоскости и — 90° в вертикальной. В отличие от всех остальных позвоночных, хрусталик у хамелеонов имеет отрицательную оптическую силу, из-за чего на сетчатку проецируется увеличенное изображение. Сама сетчатка толстая в центре и утончается к периферии, плотность фоторецепторов в ней очень высокая, оценивается примерно в 756000 колбочек/мм², что превышает плотность у всех известных ящериц и сравнимо с плотностью у человека и хищных птиц. Благодаря такому строению глаза хамелеонов способны увеличивать видимое изображение больше, чем глаза всех остальных позвоночных при пересчёте на размер тела.
Ухо сильно редуцировано, из-за чего слышат хамелеоны плохо. У всех представителей отсутствуют наружный слуховой проход и барабанная перепонка, а круглое окно либо отсутствует, либо сильно редуцируется. У некоторых видов редукции подвергается также полость среднего уха (у африканских карликовых хамелеонов) и слуховые косточки.
Из-за увеличения размеров глаз и языка, носовая капсула хамелеонов уменьшилась и сместилась вперёд и вверх, а обонятельный эпителий сильно редуцирован, потому считается, что обоняние у них развито плохо. Вомероназальный орган развит в разной степени. У Bradypodion pumilum и Bradypodion ventrale он хорошо развит, у обыкновенного хамелеона и Chamaeleo dilepis редуцирован, а у хамелеона Хогнела и Rhampholeon platyceps отсутствует. У обладающих им видов он является парным и расположен на крыше ротовой полости медиально по отношению к преддвериям носовой полости. Отверстия органа открываются в ротовую полость между сошником. Сам орган дорсально и латерально прикрыт двумя хрящевыми пластинками. В отличие от других ящериц, у хамелеонов он не соединён с носослёзным протоком.
В отличие от большинства других ящериц, вкусовые луковицы у хамелеонов имеются только на языке, отсутствуя на эпителии полости рта, при этом язык несёт меньшее число вкусовых рецепторов, чем у других игуанообразных ящериц.

## Образ жизни и поведение
Во время охоты хамелеоны, как правило, длительное время сидят на ветвях деревьев. Тело животного при этом остаётся неподвижным, а глаза постоянно двигаются (но иногда хамелеоны медленно подкрадываются к добыче). Насекомых ловят языком с ловчей присоской на конце, процесс выбрасывания которого длится около 1/20 секунды, а вместе с возвратом в исходное положение — не более полусекунды. За три секунды хамелеон может распознать и поймать до четырёх насекомых. В «нерабочем» положении язык удерживается на подъязычной кости, имеющей у хамелеонов отличия от других животных. Иногда добыча оказывается слишком тяжёлой, чтобы удержаться языком; в последующие разы хамелеон хватает добычу такого размера ртом.
Существует множество свидетельств каннибализма у хамелеонов, хотя большая часть из них описывает животных, содержащихся в неволе в ограниченном пространстве. Тем не менее, описан случай поедания взрослым обыкновенным хамелеоном детёныша того же вида.

## Изменение окраски тела
Широкую известность имеет свойственная всем хамелеонам способность изменять окраску и рисунок тела. Изменение окраски связано с особенностями строения кожного покрова. В наружном волокнистом и более глубоком слое кожи находятся особые разветвлённые клетки — хроматофоры, содержащие зёрна различных пигментов: чёрного, тёмно-коричневого, красноватого и жёлтого цветов. При сокращении отростков хроматофоров зёрна пигментов перераспределяются, и их наибольшая концентрация приходится на центр клеток, при этом кожа самой ящерицы приобретает беловатый или жёлтый окрас. При сосредоточивании тёмного пигмента в волокнистом слое кожи она, соответственно, приобретает тёмную окраску. Сочетание пигментов обоих слоёв приводит к появлению различных цветовых оттенков. Зелёные цвета окраски появляются дополнительно в результате преломления лучей света в поверхностном слое кожи, содержащем кристаллы гуанина.
В результате таких особенностей окраска хамелеонов может быстро изменяться от светлой — беловатой и оранжевой, через жёлтую и зелёную до пурпурной, а затем — полностью чёрной или тёмно-коричневой. Данные изменения окраски могут происходить как на всём теле животного, так и на его отдельных участках, сопровождаясь появлением и исчезновением различного рода полос и пятен.
Традиционно считалось, что хамелеоны изменяют окраску тела для мимикрии под окружающую их растительность. Исследуя пёстрого горного хамелеона (род Bradypodion), обитающего в Северной Африке, учёные пришли к выводу, что хамелеоны используют изменение цвета в первую очередь для коммуникации с представителями своего вида, а не для защиты от хищников.

## Распространение
Хамелеоны прежде всего встречаются в материковой части Африки южнее Сахары и на острове Мадагаскар, хотя некоторые виды встречаются также в Северной Африке, Южной Европе, на Ближнем Востоке, в Южной Индии, Шри-Ланке и ряде мелких островов в западной части Индийского океана. Есть представители диких популяций на Гавайях и были зарегистрированы в Калифорнии и Флориде.
Хамелеоны обитают во всех видах тропических лесов, саваннах, а иногда и пустынях, и степях. «Типичный» хамелеон из подсемейства Chamaeleoninae обычно находится на деревьях или кустарниках, хотя некоторые (в частности Намаква) частично или в значительной степени наземные. Большинство видов из подсемейства Brookesiinae живут в низкой растительности или на земле.

## Эволюция
Самый древний из известных хамелеонов был найден в Европе (находке примерно 26 млн лет), однако хамелеоны, вероятно, намного старше, чем этот (есть находки более ранние- 100 млн лет назад). Ископаемые также были найдены в Африке и Азии, и считается, что хамелеоны когда-то были более широко распространены, чем сегодня. Они могут иметь свои истоки на Мадагаскаре, который сегодня является домом для почти половины всех известных видов этого семейства, затем разошедшихся по другим землям.

## Содержание в неволе
Чаще всего в террариумах содержат и разводят йеменских хамелеонов (Chamaeleo calyptratus) или пантерных хамелеонов (Furcifer pardalis).

## Классификация
По состоянию на декабрь 2024 года в семействе насчитывается 12 родов с 233 видами:
| Латинское название | Русское название                 | Количество видов |
| ------------------ | -------------------------------- | ---------------- |
| Archaius           | —                                | 1                |
| Bradypodion        | Пёстрые горные хамелеоны         | 20               |
| Brookesia          | Брукезии                         | 31               |
| Calumma            | —                                | 42               |
| Chamaeleo          | Настоящие хамелеоны              | 14               |
| Furcifer           | Горные мадагаскарские хамелеоны  | 24               |
| Kinyongia          | —                                | 23               |
| Nadzikambia        | —                                | 2                |
| Palleon            | —                                | 2                |
| Rhampholeon        | Африканские карликовые хамелеоны | 30               |
| Rieppeleon         | —                                | 3                |
| Trioceros          | —                                | 41               |

## Фотогалерея

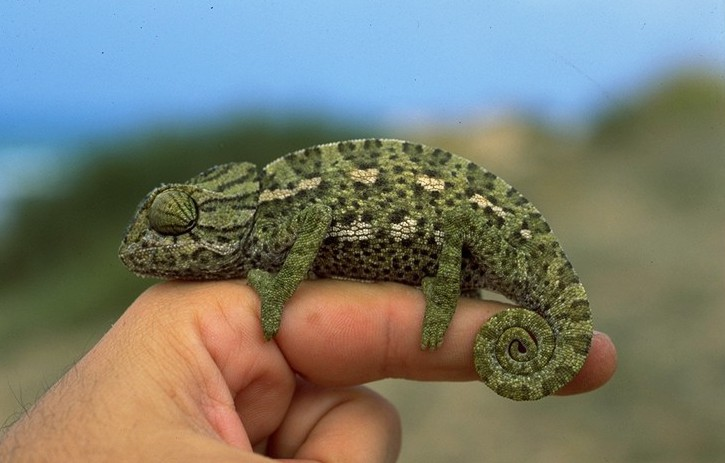
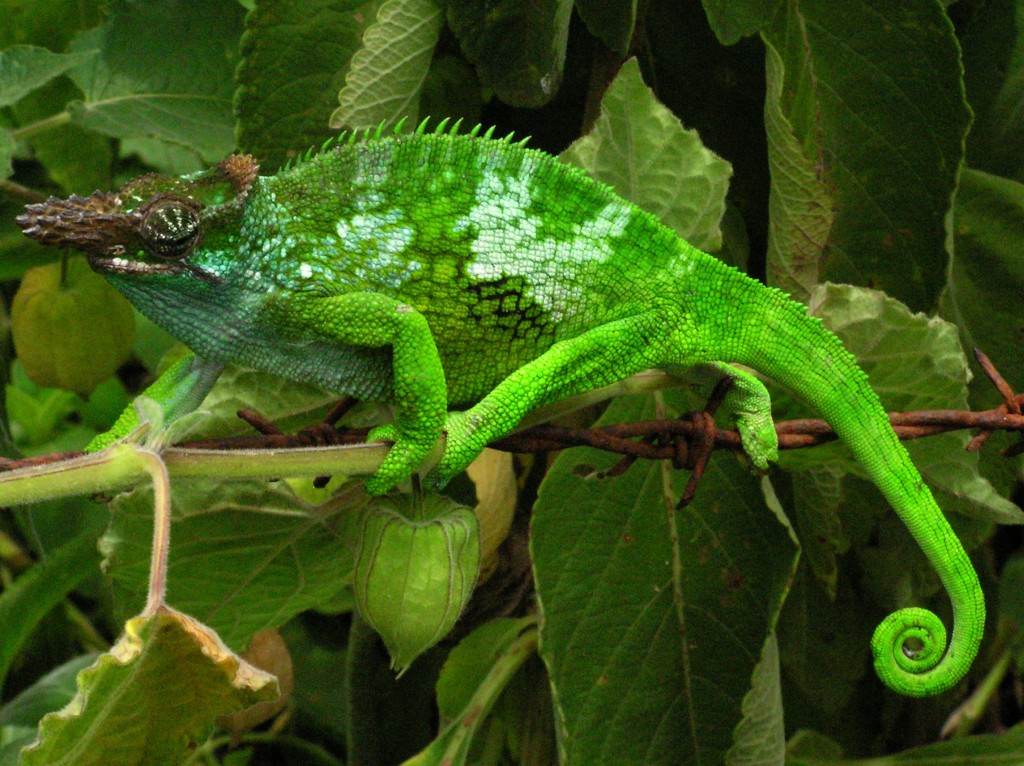
Bradypodion fischeri
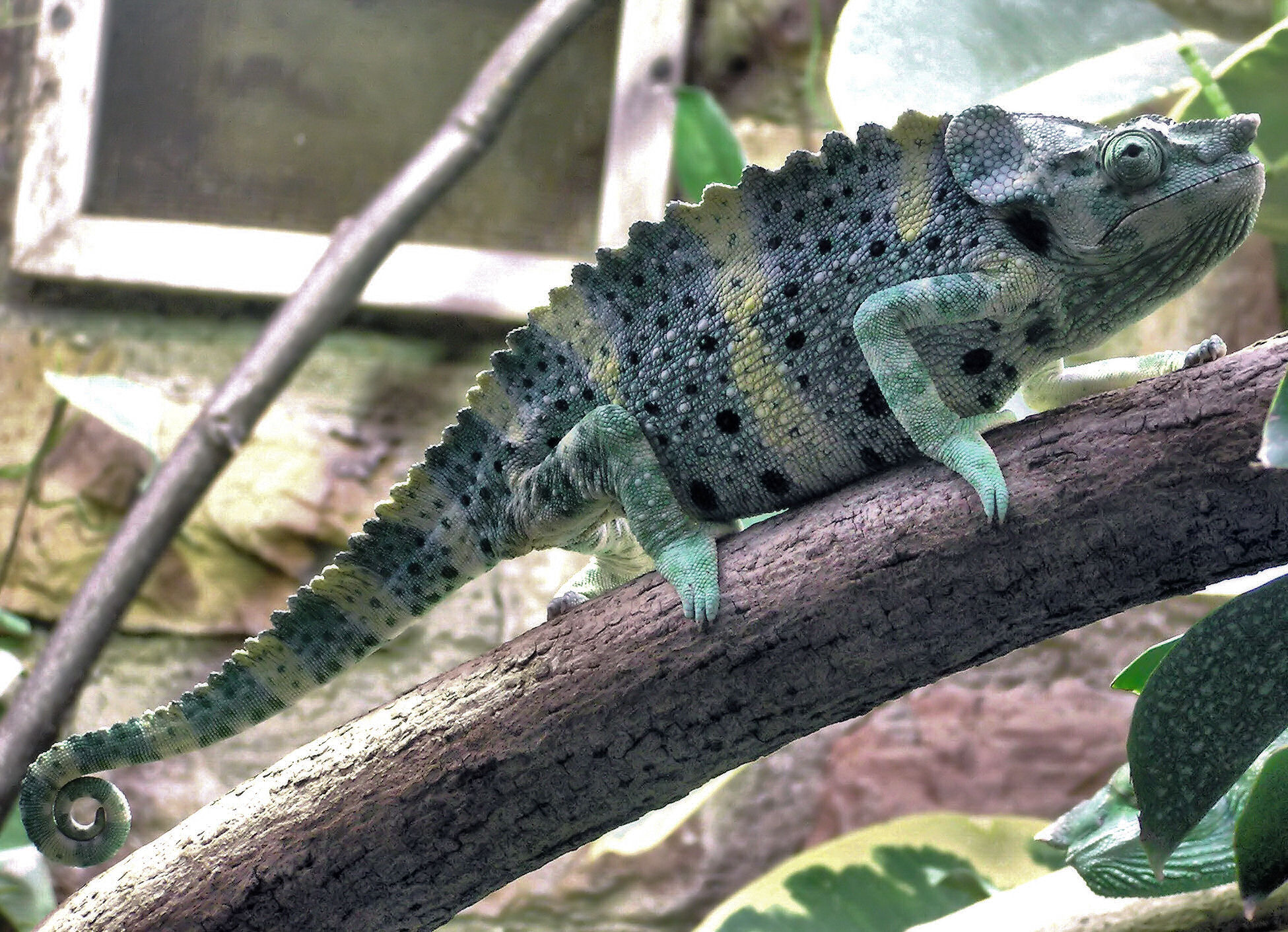
Хамелеон Меллера (Chamaeleo melleri)
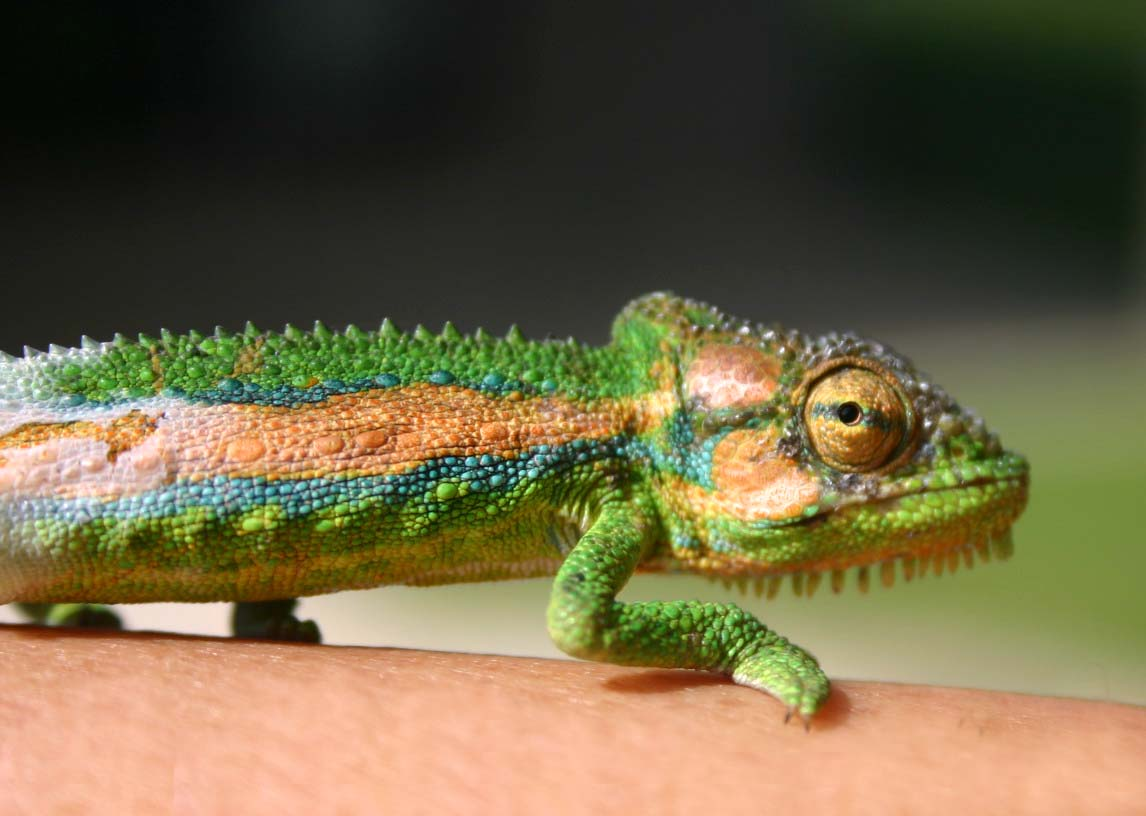
Bradypodion pumilum
Bradypodion pumilum
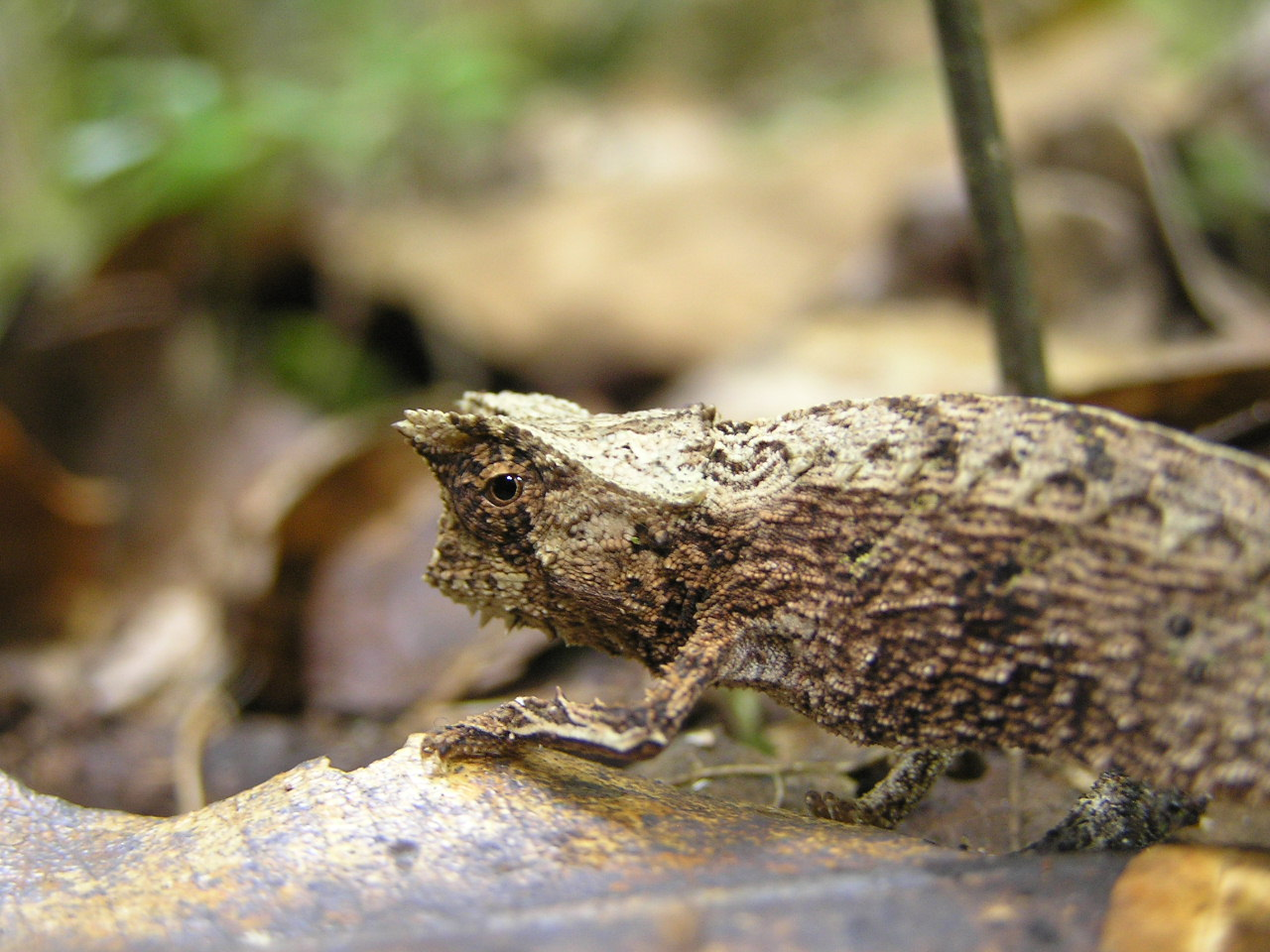
Brookesia sp.
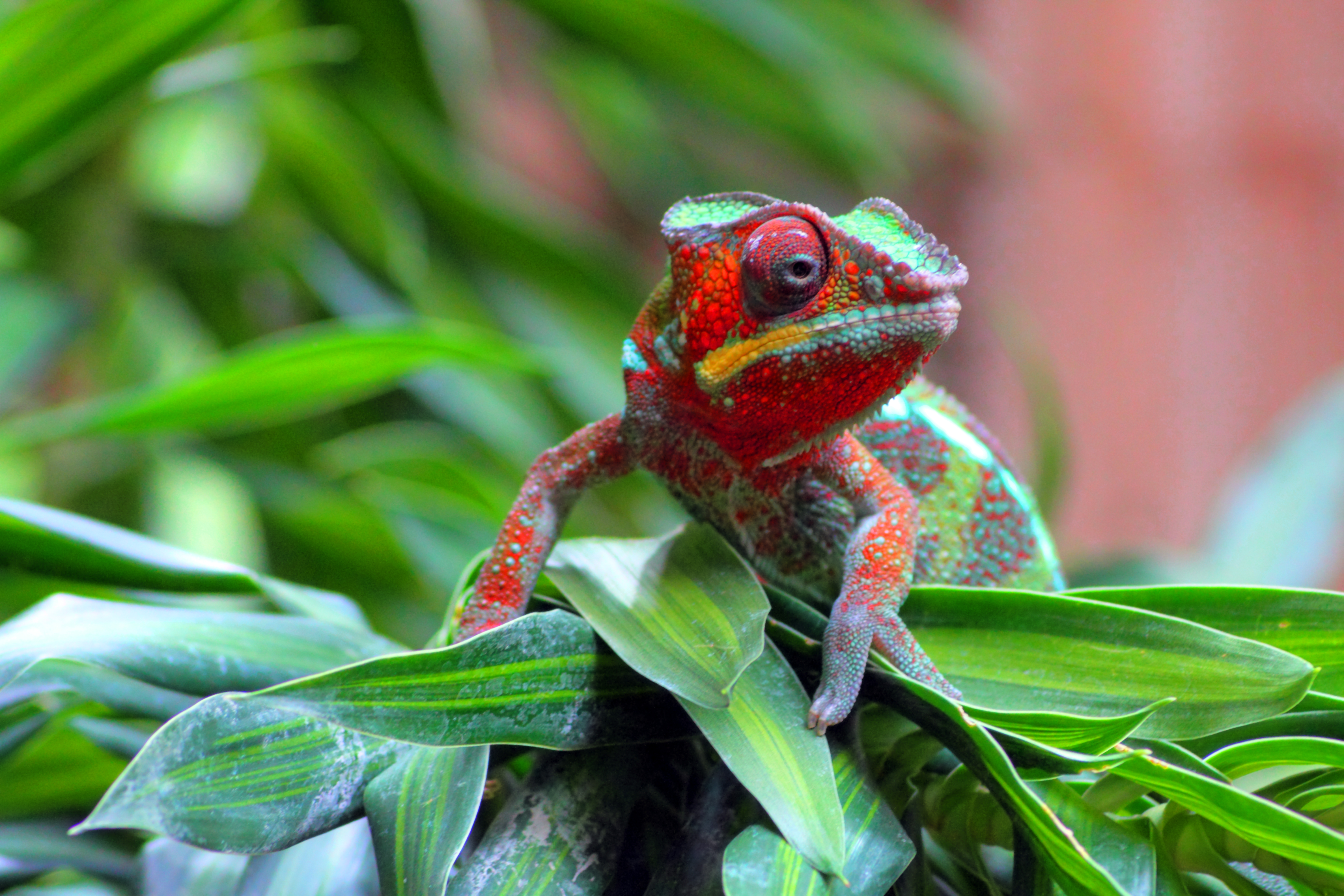
Пантерный хамелеон (Furcifer pardalis)
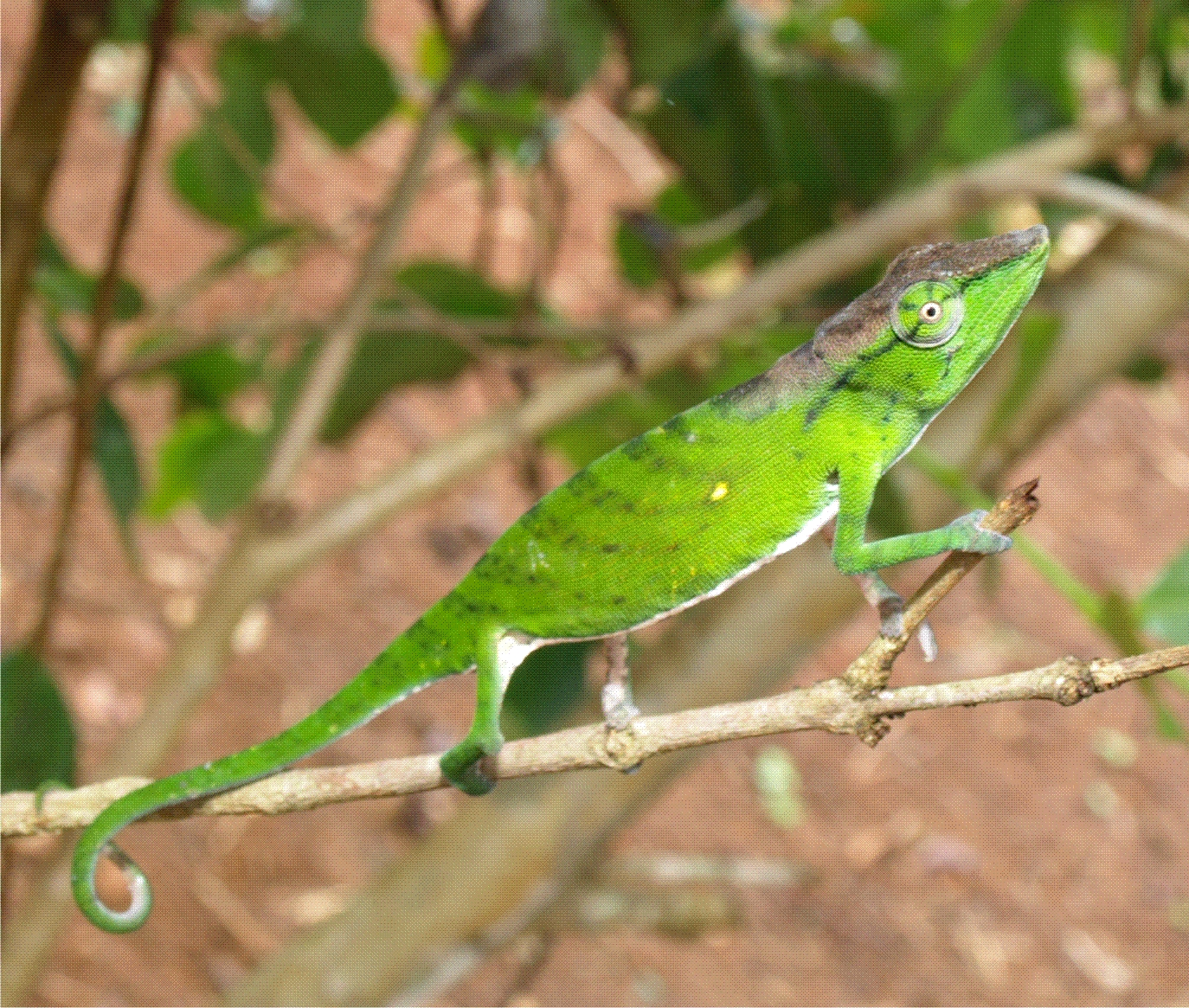
Calumma tarzan
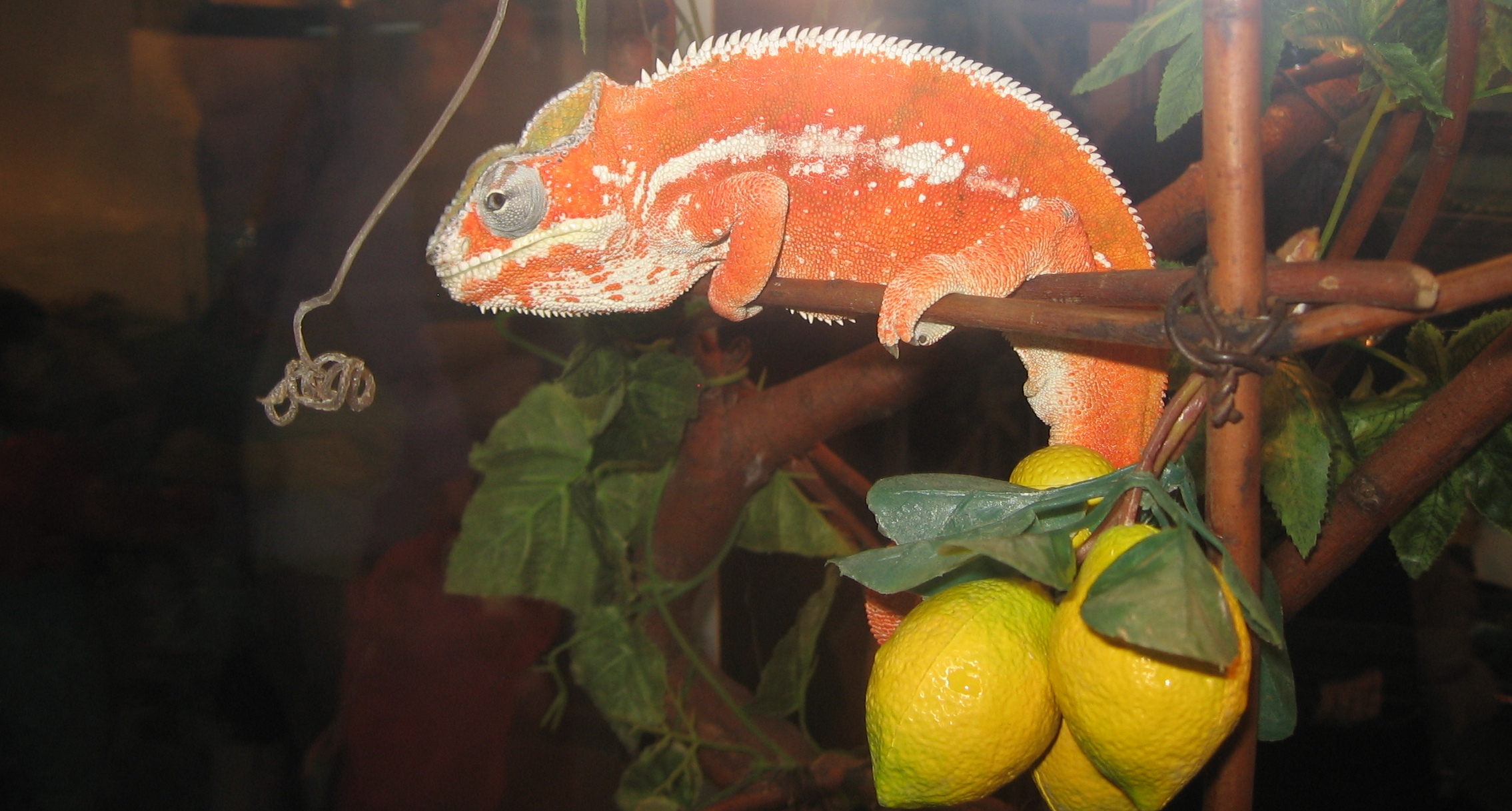
Пантерный хамелеон (Furcifer pardalis)
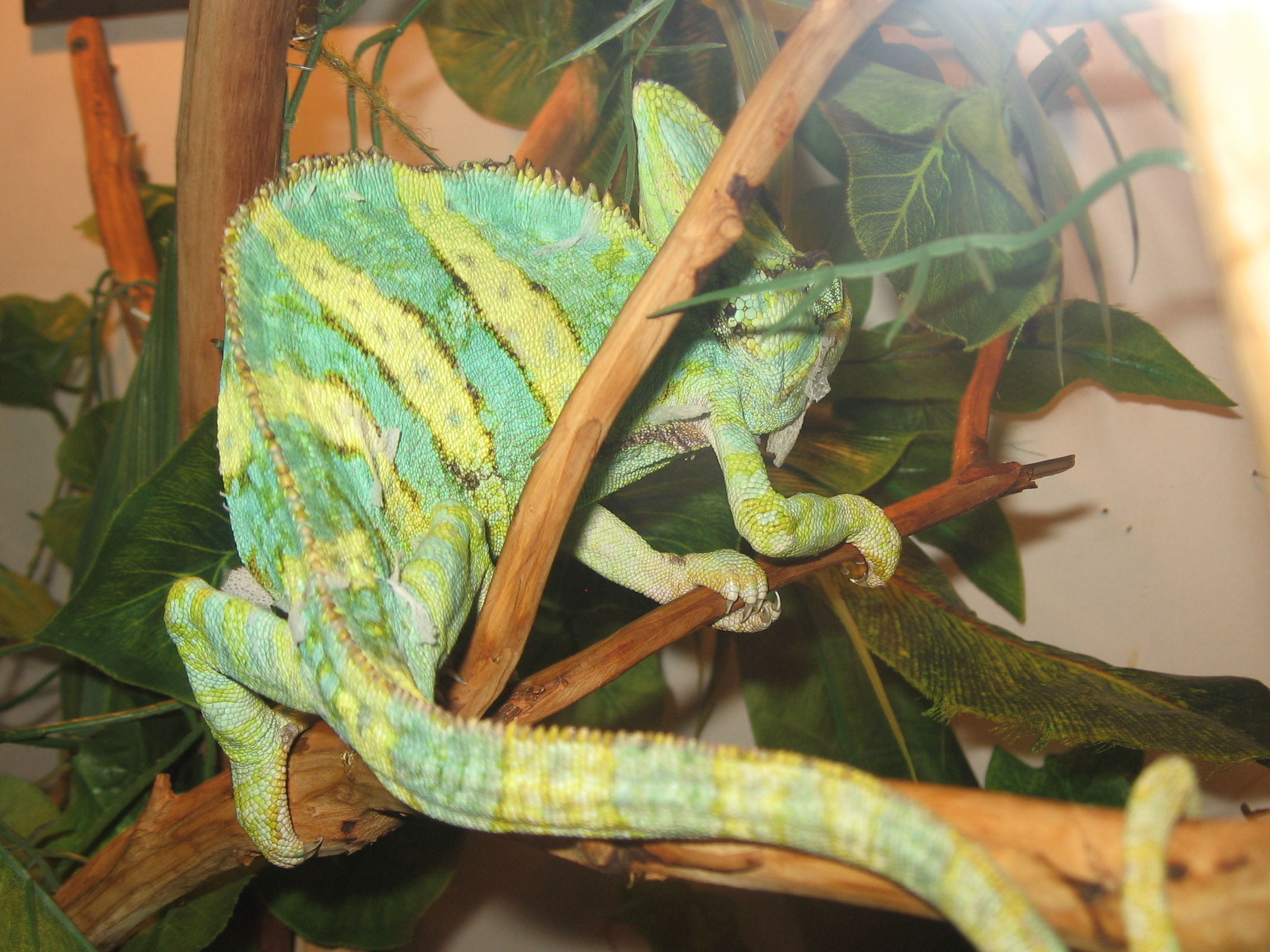
Йеменский хамелеон (Chamaeleo calyptratus)